# Sex Bomb (singel Flippera)
Sex Bomb – drugi singel zespołu Flipper. Został wydany w 1981 roku przez firmę Subterranean Records.

## Lista utworów
1. Sex Bomb
2. Brainwash

## Skład
- Bruce Loose – wokal
- Ted Falconi – gitara
- Will Shatter – gitara basowa, wokale
- Steve DePace – perkusja

## Sex Bomb (Remix)
W 1993 roku, nakładem Def American, remiks utworu „Sex Bomb” ukazał się jako piąty singel zespołu Flipper.

### Lista utworów
1. Sex Bomb (Remix)
2. Falconi's Horn Concerto In D-Fault (Live)

### Skład
- Bruce Loose – wokal
- Ted Falconi – gitara
- John Doughtery – gitara basowa
- Steve DePace – perkusja